# Park Narodowy Copo
Park Narodowy Copo (hiszp.  Parque Nacional Copo) – park narodowy w Argentynie, położony na terenie Gran Chaco w departamencie Copo w prowincji Santiago del Estero. Park ma powierzchnię 114 250 hektarów. Utworzony został w 22 listopada 1980 roku. Park został utworzony w celu zachowania różnorodności gatunkowej i genetycznej ekoregionu Gran Chaco, ochrony skamieniałości i prowadzenia badań naukowych. W szczególności ochrony lasów z gatunkami kebraczo.

## Fauna
W parku zamieszkują gatunki rzadkie gatunki ssaków m.in.:
- Jaguar amerykański (Panthera onca),
- Zębolita olbrzymia (Priodontes maximus),
- Mrówkojad wielki (Myrmecophaga tridactyla),
- Tapir amerykański (Tapirus terrestris),
- Grizon mniejszy (Galictis cuja),
- Pampasowiec grzywiasty (Chrysocyon brachyurus),
- Pekari białobrody (Tayassu pecari),
- Pekariowiec obrożny (Pecari tajacu), który jest symbolem parku,
- Pekarczyk czakoański (Parachoerus wagneri )[4][5]

Park został zakwalifikowany przez BirdLife International jako ostoja ptaków IBA. Dla 3 gatunków przyznano kryterium A1 (gatunki globalnie zagrożone). Według czerwonej księga gatunków zagrożonych jeden z nich to gatunkami zagrożonymi (EN), a dwa gatunkami bliskimi zagrożenia (NT).
Są to:
- Nandu szare (Rhea americana) – NT, A1
- Urubitinga czubata (Buteogallus coronatus) – EN, A1
- Dzięcioł żałobny (Dryocopus schulzii) – NT, A1

Innymi gatunkami występującymi w parku są m.in.:
- Myszołów preriowy (Buteo swainsoni),
- Piżmówka (Cairina moschata),
- Sokółeczka (Spiziapteryx circumcincta),
- Indygówka modra (Cyanoloxia glaucocaerulea),
- Uszatka ciemna (Asio stygius),
- Puszczyk patagoński (Strix rufipes),
- Kusacz leśny (Eudromia formosa)[4].

Ważnymi gatunkami płazów i gadów występujących w parku są:
- Leptodactylus laticeps,
- Boa argentyński (Boa constrictor occidentalis),
- Epicrates alvarezi,
- Musurana (Clelia clelia),
- Koralówka argentyńska (Micrurus frontalis),
- Vanzosaura rubricauda,
- Polychrus acutirostris,
- Contomastix serrana,
- Stenocercus doellojuradoi,
- Tropidurus spinulosus,
- Chelonoidis chilensis[4].

## Flora
Do gatunków endemicznych dla Argentyny w Parku Narodowym Copo występują następujące:
- Tillandsia friesii,
- Desmanthus virgatus,
- Prosopis torquata,
- Justicia gilliesii,
- Condalia microphylla[4].